# Coreura simsoni
Coreura simsoni là một loài bướm đêm thuộc phân họ Arctiinae, họ Erebidae.